# Autumn in Hiroshima
Autumn in Hiroshima es el cuadragésimo noveno álbum de estudio del grupo alemán de música electrónica Tangerine Dream. Publicado en octubre de 2008 por el sello Eastgate se trata de la tercera entrega de la pentalogía The Five Atomic Seasons inspirada por los bombardeos atómicos de Hiroshima y Nagasaki de 1945. Destaca por ser un álbum compuesto e interpretado íntegramente por el fundador del grupo Edgar Froese con la ocasional presencia, en algunas canciones, del resto de miembros del grupo.

## Producción
Grabado en junio de 2008 en los estudios Eastgate de Viena la base temática del tercer volumen de esta obra de encargo es la experiencia que el mecenas Mr. H. T. tuvo tras los bombardeos sobre Hiroshima y Nagasaki. Tras el fallecimiento de su novia en Nagasaki decidió acudir a un Monasterio Zen donde residió temporalmente y recibió enseñanzas sobre la vida contemplativa y como afrontar la muerte de los seres queridos.  
El álbum ha sido reeditado en varias ocasiones, con modificaciones en la portada y el arte final, incluyendo el formato digital. En la tienda en línea del grupo se ofrecía a los primeros 300 compradores una caligrafía japonesa hectografiada, estampada y numerada firmada personalmente por los miembros del grupo.

## Lista de temas
| N.º   | Título                             | Escritor(es) | Duración |  |
| 1.    | «Trauma»                           | Edgar Froese | 9:25     |  |
| 2.    | «Reset»                            | Edgar Froese | 4:00     |  |
| 3.    | «Awareness (1st Teaching)»         | Edgar Froese | 4:59     |  |
| 4.    | «Novice (2nd Teaching)»            | Edgar Froese | 4:46     |  |
| 5.    | «Strange Voices»                   | Edgar Froese | 1:09     |  |
| 6.    | «Fathom (3rd Teaching)»            | Edgar Froese | 4:10     |  |
| 7.    | «Oracular World (4th Teaching)»    | Edgar Froese | 2:48     |  |
| 8.    | «Remembering Ayumi»                | Edgar Froese | 2:43     |  |
| 9.    | «Mellow Submersion (5th Teaching)» | Edgar Froese | 2:27     |  |
| 10.   | «Answers (6th Teaching)»           | Edgar Froese | 5:38     |  |
| 11.   | «Touching Truth»                   | Edgar Froese | 1:28     |  |
| 12.   | «Insight (7th Teaching)»           | Edgar Froese | 5:33     |  |
| 13.   | «Omniscience (8th Teaching)»       | Edgar Froese | 5:57     |  |
| 14.   | «Nothing And All»                  | Edgar Froese | 2:11     |  |
| 57:02 |                                    |              |          |  |

## Personal
- Edgar Froese - intérprete, mezcla, producción y diseño de portada
- Barbara Kindermann - voz en «Awareness (1st Teaching)»
- Iris Camaa - voz en «Remembering Ayumi»
- Linda Spa - flauta en «Mellow Submersion (5th Teaching)»
- Bernhard Beibl - guitarra en «Insight (7th Teaching)»
- Thorsten Quaeschning - percusión en «Omniscience (8th Teaching)»
- Christian Gstettner - ingeniero de grabación
- Harald Pairits - masterización
- Bianca F. Acquaye - diseño de portada